# Dienstonderscheiding IIe Klasse van de Landweer
De Dienstonderscheiding IIe Klasse van de Landweer (Duits: Dienstauszeichnung IIer Klasse der Landwehr)  was een onderscheiding van het koninkrijk Saksen. De onderscheiding voor trouwe dienst in de landweer werd in drie graden uitgereikt.

## De eerste uitvoering

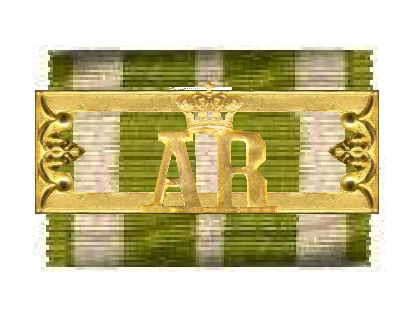
Schnalle

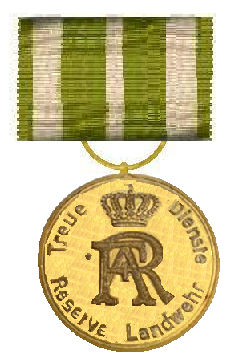
Medaille

De IIe Klasse was van 1874 tot 1913 een Schnalle, een typisch Duits versiersel, in de vorm van een vergulde gesp van argentaan op een strook mosgroen lint met een smalle witte middenstreep en twee brede strepen langs de rand. Deze in 1874 ingestelde gesp werd tot 1913 uitgereikt.
Het lint is dat van de eerder uitgereikte dienstonderscheidingen van het koninkrijk Saksen.
De opengewerkte gesp laat het gekroonde monogram "AR" van de stichter, koning Albert van Saksen zien. Men droeg de gesp op de linkerborst.

## De tweede uitvoering
De IIe Klasse was van 1913 tot 1918 een medaille van tombak aan een groen lint met een smalle witte middenstreep en twee brede strepen langs de rand. De in 1913 ingestelde medaille werd tot 1918 uitgereikt. De medaille was het resultaat van een harmonisatie van het Duitse decoratiestelsel. Ook in de andere Duitse staten zoals Pruisen zagen vergelijkbare medailles het daglicht. De tekst is op alle medailles gelijk maar het centrale motief op de voorzijde, hier een monogram, verschilt per staat. Dat geldt ook voor de kleuren van het lint.
Op de voorzijde is het gekroonde monogram "FAR" afgebeeld. Het rondschrift luidt: "TREUE DIENSTE RESERVE LANDWEHR". Op de keerzijde staat "LANDWEHR-DIENSTAUS-ZEICHNUNG II. KLASSE" in vier regels.